# Xiaoyuan Tu
Xiaoyuan Tu (* 10. Februar 1967) ist eine chinesische Ingenieurin, Informatikerin und Forscherin. Sie ist sowohl die erste Frau als auch die erste kanadische Wissenschaftlerin, die den ACM Doctoral Dissertation Award erhalten hat. Sie ist in der Gruppe Motion & Location Technologies bei Apple Inc. als eine leitende Wissenschaftlerin und Softwareentwicklerin tätig.

## Leben und Werk
Tu studierte von 1984 bis 1989 an der Tsinghua-Universität in Peking mit dem Bachelor of Engineering als Abschluss. Ab 1990 studierte sie in Hamilton (Ontario), Kanada, an der McMaster University Informatik mit dem Schwerpunkt Algorithmen für parallele Berechnungen und schloss 1991 mit dem Master of Engineering ab. Ihre Forschungsarbeiten wurden in den Jahren 1993 bis 1995 in zahlreichen bedeutenden Wettbewerben für kreative Wissenschaft mit digitalen Medien ausgezeichnet. 1994 erhielt sie von der Canadian Academy of Multimedia and Arts den Technical Excellence Award. Sie promovierte ab 1990 in Informatik an der University of Toronto bei Dimetri Terzopoulos, wo sie 1996 mit der Dissertation: „Artificial Animals for Computer Animation: Biomechanics, Locomotion, Perception, and Behavior“ als erste Frau den ACM-Promotionspreis erhielt. Danach war sie als Forscherin bei Silicon Graphics Computer Inc. und als Gastdozentin an der Stanford University tätig. Von 1997 bis 2000 arbeitete sie als wissenschaftliche Mitarbeiterin in der Forschung am Intel Corp. Media and Graphics Research Laboratory und gründete 2000 die Firma iKuni Inc. (heute AiLive Inc.), ein Unternehmen mit Sitz im Silicon Valley, das sich auf KI-Effekte für Computerunterhaltung konzentriert. Die Firma ist Mitentwickler des Nintendo® Wii ™ MotionPlus ™, der das 2009 weltweit meistverkaufte Spiel „Wii Sports Resort“ ermöglichte. 2009 wechselte sie zu Apple, wo sie derzeit an der Entwicklung und Implementierung von Bewegungserkennung und -steuerung für iOS-Geräte der nächsten Generation arbeitet. Sie ist die Erfinderin mehrerer von Apple angemeldeter Patente, darunter AirDrop-Datenverschlüsselung, Verbesserung der Magnetometer-Zuordnung auf iOS-Geräten sowie Apple CarPlay-Automatisierung. Ihre Forschungsbereiche sind maschinelles Lernen, Bewegungssensortechnologie, autonomes Agentenarchitekturdesign, physikalische und biomechanische Modellierung, Computergrafikanimation und künstliches Leben.

## Ehrungen
- 1994: Technical Excellence Award, Canadian Academy of Multimedia and Arts
- 1996: ACM Doctoral Dissertation Award

## Veröffentlichungen (Auswahl)
- Artificial animals for computer animation, 1999, ISBN 978-3-540-66939-5
- John Funge; Xiaoyuan Tu; Demetri Terzopoulos: Cognitive Modeling: Knowledge, Reasoning and Planning for Intelligent Characters, Proc. of ACM SIGGRAPH'99, Los Angeles, CA, August, 1999, in ACM Computer Graphics Proceedings, 1999
- Xiaoyuan Tu: Artificial Animals for Computer Animation: Biomechanics, Locomotion, Perception, and Behavior, ACM Distinguished Ph.D Dissertation Series, (Lecture Notes in Computer Science. Eds.: G. Goos, J. Hartmanis, J.van Leeuwen. Vol. 1635) Springer-Verlag, 1999
- John Funge; Xiaoyuan Tu: Making Them Behave, Technical Sketch, ACM SIGGRAPH'97,1997
- Xiaoyuan Tu: Artificial Animals for Computer Animation: Biomechanics, Locomotion, Perception, and Behavior, Ph.D Dissertation, Department of Computer Science, University of Toronto, 1996
- Demetri Terzopoulos; Xiaoyuan Tu; Radek Grzeszczuk: Artificial fishes: Autonomous locomotion, perception, behavior, and learning in a simulated physical world, Journal of Artificial Life, 1, 4, 1994
- Xiaoyuan Tu; Demetri Terzopoulos: Artificial Fishes: Physics, Locomotion, Perception, Behavior, Proc. of ACM SIGGRAPH'94, Orlando, FL, July, 1994, in ACM Computer Graphics Proceedings, 1994
- Xiaoyuan Tu; Demetri Terzopoulos: Perceptual Modeling for Behavioral Animation of Fishes, Proc. of the Second Pacific Conference on Computer Graphics and Applications (Pacific Graphics '94), Beijing, China, August, 1994, in Fundamentals of Computer Graphics, J. Chen et al. (eds.), World Scientific, Singapore, 1994
- Demetri Terzopoulos; Xiaoyuan Tu; Radek Grzeszczuk: Artificial Fishes with Autonomous Locomotion, Perception, Behavior, and Learning in a Simulated Physical World, Artificial Life IV: Proc. of the Fourth International Workshop on the Synthesis and Simulation of Living Systems, Cambridge, MA, 1994
- Xiaoyuan Tu;Eugene Fiume; Demetri Terzopoulos: 3D Computer Animation Of Fish Using Physics-Based Dynamic Model, Proceedings of The First Chinese Congress on Intelligent Control and Intelligent Automation, Beijing, China, August, 1993
- Xiaoyuan Tu: Parallel Algorithms for Solving Triangular Systems, Master’s Thesis, Dept. of Electrical Engineering, McMaster University, 1991